# Flaga Neapolu
Flaga Neapolu – flaga miasta Neapol, będąca prostokątem podzielonym na dwa pionowe pasy jednakowej szerokości i długości. Pas po lewej jest żółty, a pas po prawej – czerwony.

## Historia
Flaga Neapolu wielokrotnie ulegała modyfikacjom.
Po zjednoczeniu z Sycylią (za sprawą Alfonsa V Aragońskiego) w 1442 roku we fladze Neapolu znalazły się barwy Aragonii. Od roku 1735 Królestwo Neapolu używało zieleni i bieli.
Gdy utworzono na krótko w Neapolu Republikę Partenopejską w 1799 flaga składała się z trzech pionowych pasów: od lewej – niebieski, żółty, czerwony. Następnie po 1709 wprowadzono inne barwy – były to trzy poziome pasy: od góry biały, czerwony i czarny. Taka flaga funkcjonowała do 1808 roku. W użyciu była w dwóch wersjach: pasy ułożone horyzontalnie i wertykalnie. Był to czas władania Burnonów.
W czasie panowania Joachima Murata (1808–1815) w kątach flagi Neapolu pojawiły się dwa czerwone i dwa czarne trójkąty; w środku, w białym rombie umieszczono herb. W 1811 Murat zmienił flagę: była niebieska, w środku mieścił się prostokąt złożony z dwóch rzędów białych i czerwonych kwadratów ułożonych naprzemiennie, zaś w nim, po lewej stronie znajdował się herb (flaga cywilna będąca w powszechnym użyciu, była podobna lecz nie zawierała jedynie herbu). W latach 1820–1821 tymczasowa flaga państwowa Neapolu składała się z trzech pasów (niebieski, czarny, czerwony) ułożonych horyzontalnie.
Później powrócono do barw z XV wieku (czerwony i żółty), które obowiązują do dziś.